# ALC-0315
L'ALC-0315 ou [(4-hydroxybutyl)azanediyl]di(hexane-6,1-diyl) bis(2-hexyldecanoate), est un lipide synthétique. C'est une matière huileuse et incolore.
L'ALC-0315 est l'un des quatre composants des nanoparticules lipidiques du vaccin contre la Covid-19 BNT162b2 mis au point par BioNTech en collaboration avec Pfizer. Ces nanoparticules contiennent et protègent l'ARNm, le composant utile permettant aux cellules de produire la protéine Spike,.

## Invention
Le processus de fabrication de l'ALC-0315 apparaît pour la première fois le 26 octobre 2017 dans une demande de brevet par Acuitas Therapeutics concernant « des formulations améliorées de nanoparticules lipidiques », avec également « l'utilisation des nanoparticules lipidiques pour l'administration d'un agent thérapeutique ».

## Production
Le laboratoire Pfizer sous-traite la production de l'ALC-0315 auprès de l'entreprise Echelon Biosciences. Une indication sur la fiche de ce produit sur le site de l'entreprise indiquant « destiné uniquement à la recherche » («for research use only») a été utilisée comme argument par les anti-vaccins contre l'usage du vaccin de Pfizer. En réalité, cette indication désigne simplement son statut, qui n'est pas celui d'un médicament à part entière puisqu'il n'en est qu'un composant. C’est le médicament — avec tous ses constituants — qui est validé après essais cliniques.